# Banadaspus

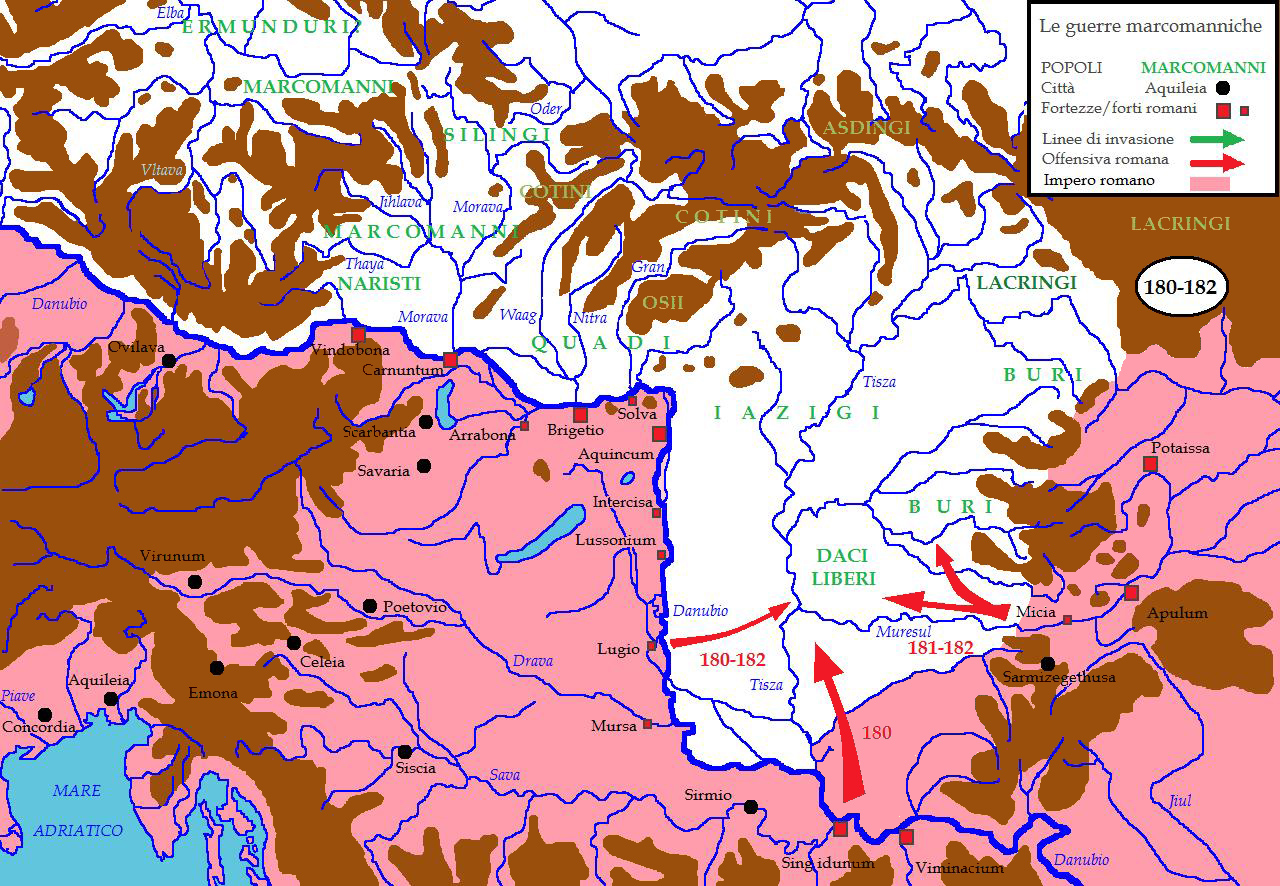
Území kmene Jazygů v době panování krále Banadaspa

Banadaspus, Vanadaspus, Banadaspos nebo Vanadaspos (latinsky Banadaspus, řecky Βανάδασπον) byl ve 2. století král sarmatského kmene Jazygů. Jeho osobnost je stručně zmíněna v díle římského historika Cassia Dia.
Jeho jméno pochází ze staroíránského slova „wanat-aspa“ (vítězný kůň).
Banadaspus se jako král Jazygů účastnil Markománských válek. V těchto válkách Jazygové v koalici několika barbarských národů, mezi nimiž byli Kvádové, Markomani a Dákové bojovali proti Římské říši.
V roce 174 byl Banadaspus svržen a uvězněn svými lidmi poté, co se pokusil uzavřít mírovou dohodu s císařem Marcem Aureliem. Nahradil ho jistý Zanticus, který poražen Římany, nakonec o uzavření míru požádal. Římané žádosti vyhověli, ale na oplátku museli Jazygové římské říši poskytnout 8 000 mužů, z nichž 5 500 bylo posláno do Bretaně, aby sloužily v římské legii Legio VI Victrix, někteří z nich byli umístěni na hranici římské říše u Hadriánova valu.